# Oost-Afrikaanse driehoornkameleon
De Oost-Afrikaanse driehoornkameleon, ook wel jacksons kameleon (Trioceros jacksonii) is een hagedis uit de familie kameleons (Chamaeleonidae).
De Oost-Afrikaanse driehoornkameleon komt voor in tropische bossen in delen van oostelijk Afrika, in de landen Kenia en Tanzania. In de Verenigde Staten is de soort bewust uitgezet op Hawaï en heeft zich hier weten te handhaven. Exemplaren die in de dierenhandel worden aangeboden zijn meestal afkomstig van Hawaï.
De kameleon eet insecten en andere kleine dieren, ook de eigen jongen zijn niet veilig. Vijanden zijn onder andere roofvogels en slangen. De Oost-Afrikaanse driehoornkameleon is eierlevendbarend en baart levende jongen die direct zelfstandig zijn. De lichaamskleur is groen met witte en gele accenten, gestreste dieren kleuren donkerder.
Het is een van de bekendere soorten kameleons omdat de dieren populair zijn bij terrariumbezitters. Het is een vrij grote soort die een lichaamslengte tot 30 centimeter kan bereiken. Met name de mannetjes hebben drie opvallende kophoorns die dienen om elkaar te imponeren. De hagedis doet hierdoor in combinatie met de vergrote oorkwabben enigszins denken aan Triceratops, een bekende gehoornde dinosauriër.

## Naamgeving en taxonomie
In de Nederlandse taal worden ook de namen jackson(s)kameleon en driehoornkameleon wel gebruikt. In andere talen wordt vaak de naam jacksonkameleon gebruikt, zoals het Franse 'Caméléon de Jackson' en het Engelse 'Jacksons chameleon'.
De soortnaam jacksonii is een eerbetoon aan de bioloog Frederick John Jackson, een vogelexpert die tevens de eerste gouverneur was van de toenmalige Engelse kolonie Kenia, een van de landen waar de kameleon voorkomt.
De Oost-Afrikaanse driehoornkameleon werd voor het eerst wetenschappelijk beschreven door George Albert Boulenger in 1896. Oorspronkelijk werd de naam Chamaeleon jacksonii gebruikt, later werd de geslachtsnaam veranderd in Chamaeleo. De wetenschappelijke soortnaam wordt soms abusievelijk met een enkele i aan het eind geschreven. De wetenschappelijke naam was lange tijd Chamaeleo jacksonii, zodat deze in de literatuur vaak wordt gebruikt. Tegenwoordig wordt de soort toegewezen aan het geslacht Trioceros, een groep van ongeveer 40 soorten kameleons die vaak hoorns dragen.

### Ondersoorten

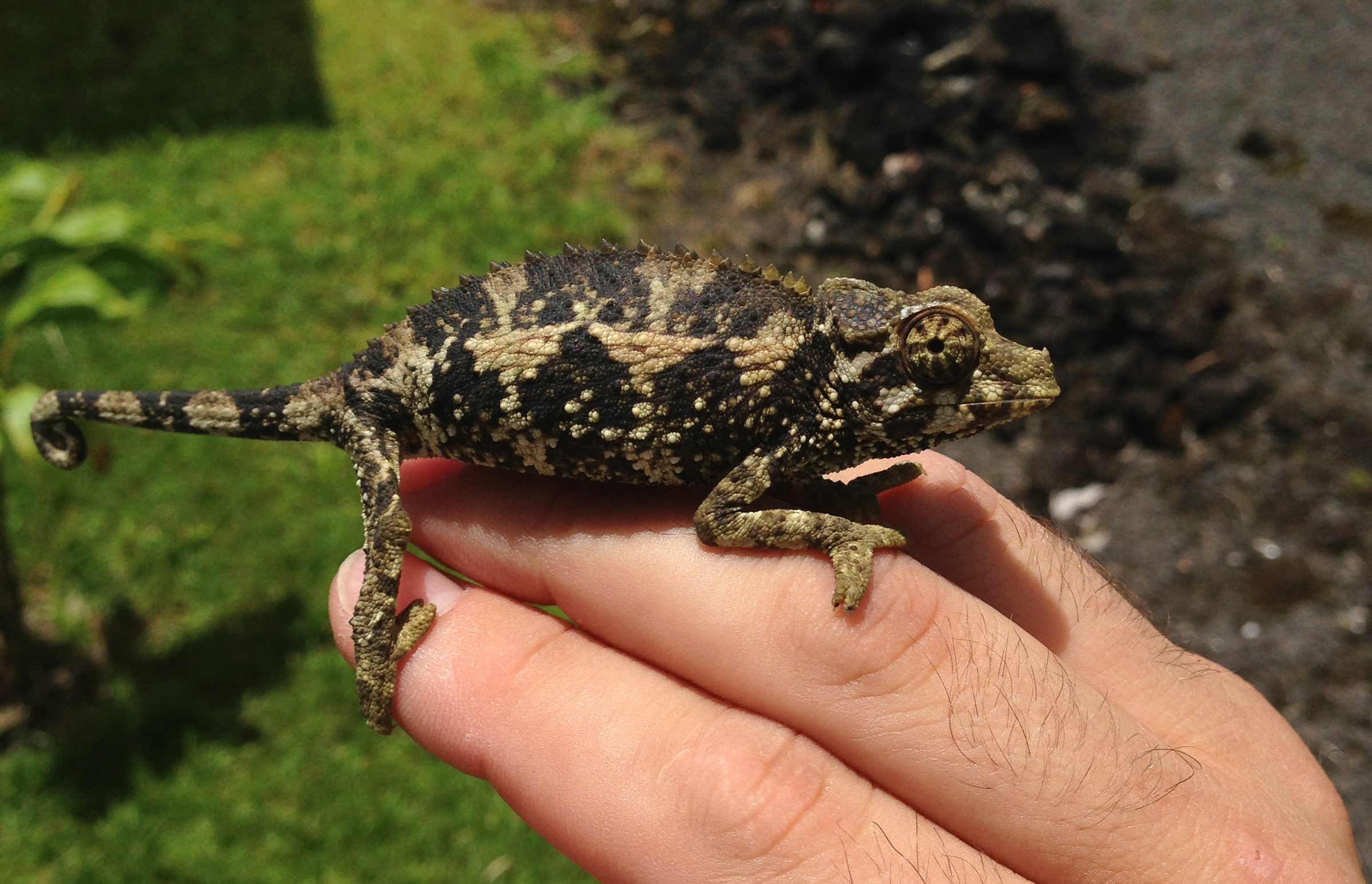
Ondersoort Trioceros jacksonii xantholophus, Haïti.

Er worden drie ondersoorten erkend die verschillen in verspreidingsgebied en ook in uiterlijke kenmerken.
- De ondersoort Trioceros jacksonii xantholophus wordt het grootst van de drie en kan bereikt een gemiddelde kopromplengte van 12,4 centimeter. Deze ondersoort heeft een lichte kam aan de achterzijde van de kop die vaak geel van kleur is. Vrouwtjes hebben geen of een sterk onderontwikkelde hoorn aan de neus en hetzelfde geldt voor de hoorns boven de ogen. In de handel is dit de meest aangeboden ondersoort. Deze ondersoort komt voor in Kenia en is geïntroduceerd op Hawaï.
- De nominale ondersoort Trioceros jacksonii jacksonii wordt exclusief staart ongeveer 10 cm lang. Bij deze vorm hebben de vrouwtjes juist een meer ontwikkelde neushoorn. De hoorns boven de ogen kunnen zowel goed ontwikkeld zijn of geheel ontbreken. De kleur van de rand aan de achterzijde van de kop is zeer donker. Deze ondersoort is nooit verkrijgbaar in legale handel. Deze ondersoort komt voor in Kenia en Tanzania.
- De derde ondersoort Trioceros jacksonii merumontanus blijft het kleinst en bereikt een gemiddelde lichaamslengte van nog geen 8 cm. De vrouwtjes hebben een neushoorn die goed is ontwikkeld, de ooghoorns ontbreken meestal. De rand aan de achterzijde van de kop kan zowel donker als licht van kleur zijn.[6] De ondersoortnaam is ook wel gespeld als merumontanum en 'merumontana. Deze ondersoort is zelden verkrijgbaar in de handel.[7] Deze ondersoort komt voor in Tanzania.

In het verleden is ook nog een vierde ondersoort beschreven; Trioceros jacksonii vauerescecae. Deze ondersoort werd beschreven door Gustav Tornier in 1904 en werd gevonden rond Nairobi. De Nederlandse herpetoloog Dirk Hillenius ontdekte echter dat deze ondersoort in feite een exemplaar was van Trioceros jacksonii jacksonii.

## Verspreiding en habitat

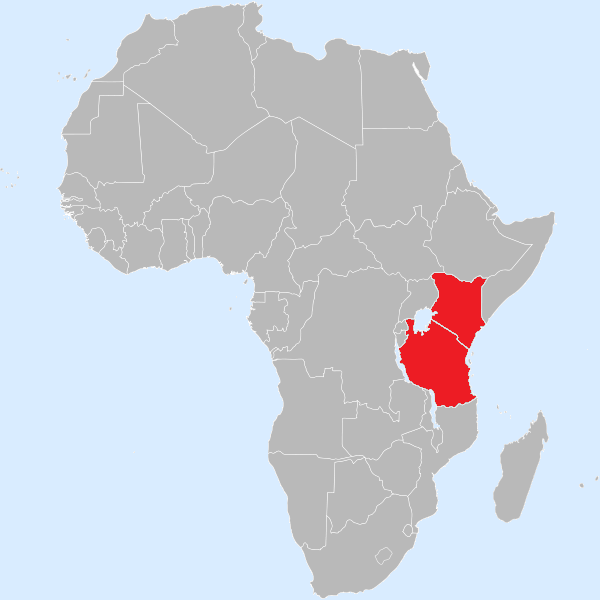
Verspreiding van de Oost-Afrikaanse driehoornkameleon in het rood.

De Oost-Afrikaanse driehoornkameleon komt voor in het centraal-oostelijke kustdeel van Afrika: in Kenia en Tanzania. Op de kaart rechts is het verspreidingsgebied aangegeven, echter alleen de landen waar de soort voorkomt zijn aangegeven en niet het exacte verspreidingsgebied. De soort is op Hawaï geïntroduceerd, en wordt nu zelfs als plaag beschouwd. Oudere literatuur vermeldt soms dat de soort ook in Oeganda voorkomt, maar dit is gebaseerd op een misverstand. Als een dier voor het eerst wetenschappelijk wordt beschreven, wordt dit individu geconserveerd en bewaard en krijgt een nummer en een label. Dit 'eerste' exemplaar wordt het holotype genoemd en het nummer van het holotype van de Oost-Afrikaanse driehoornkameleon is BMNH 1946.8.21.81. Op het label was aangegeven dat het exemplaar werd gevonden in de omgeving van Nairobi, maar desondanks werd de kameleon beschreven als afkomstig uit Oeganda in het artikel 'Discription of a New Chameleon from Uganda' door Boulenger.
In Kenia is de kameleon te vinden in de omgeving van de hoofdstad Nairobi, bij de plaats Kikuyu in het zuiden van het land. Het verspreidingsgebied loopt verder via de laaglanden in het midden van het land tot de Aberdaregebergte en de westelijke en zuidwestelijke hellingen van Mount Kenya. In Tanzania is de soort bekend van Mount Meru, een stratovulkaan in het uiterste noordoosten van het land bij de Keniaanse grens.
De Oost-Afrikaanse driehoornkameleon is een bewoner van vochtige bergbossen en komt voor op een hoogte vanaf ongeveer 1520 tot 2440 meter boven zeeniveau. In de gebieden waar de kameleon van nature voorkomt valt er per jaar gemiddeld meer dan 125 centimeter regen. Overdag is de temperatuur ongeveer 16 tot 27 graden Celsius, terwijl het 's nachts tussen de 4 en de 18 graden wordt. De habitat van de kameleon bestaat uit bergbossen, voornamelijk secundaire bossen. Vroeger kwam ook primair bos voor maar door toedoen van de mens zijn dergelijke bossen grotendeels verdwenen. Open plekken in bossen zijn niet geschikt, aangezien de kameleon bladeren en takken nodig heeft om zich in te verschuilen. Ook in plantages komen ze veel voor, omdat hier een hoge concentratie planten groeien en er veel insecten leven die op de planten afkomen. Hierdoor worden de kameleons door de telers gewaardeerd om hun insectivore levenswijze.

### Verspreiding in Hawaï

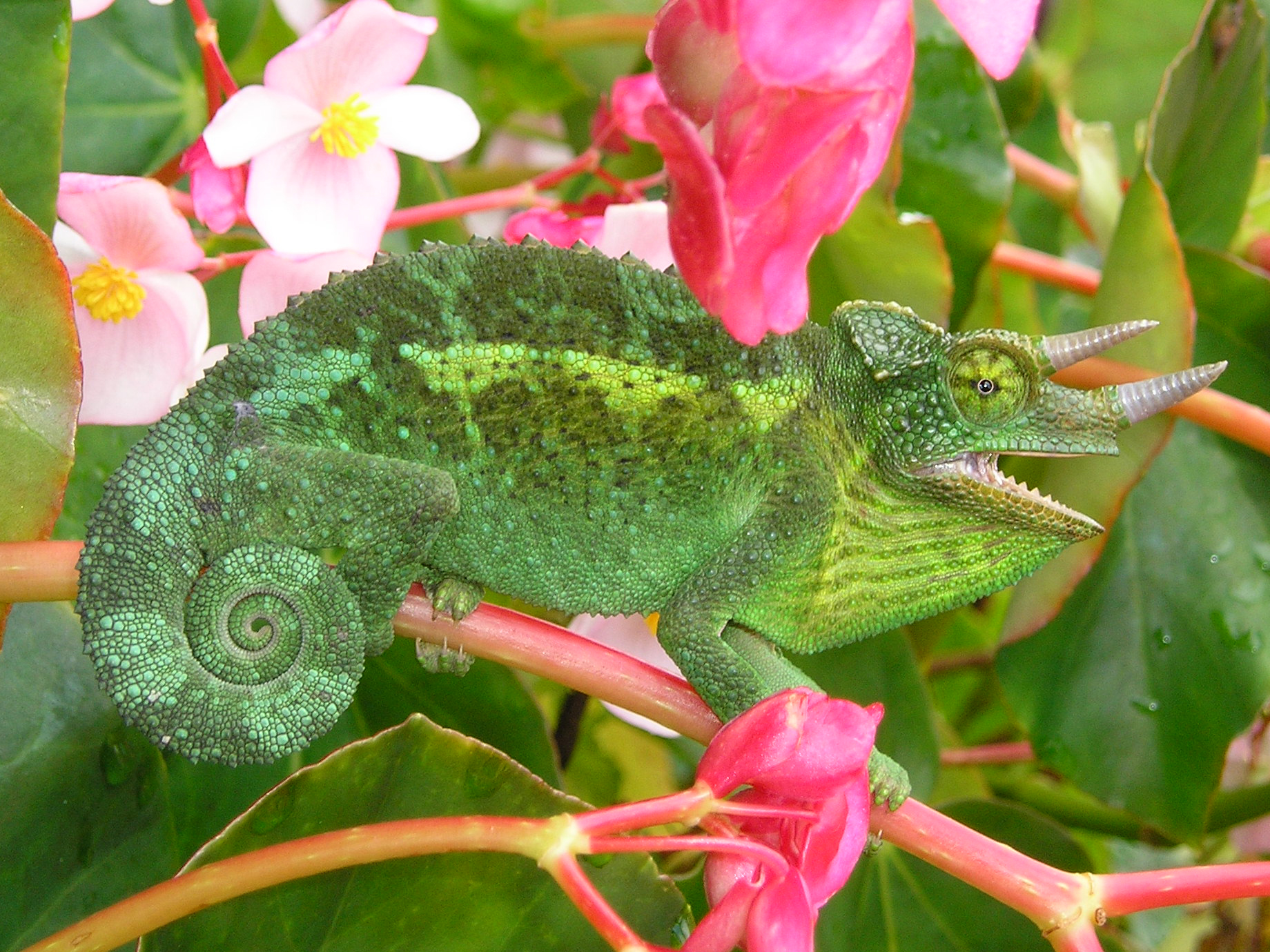
Een exemplaar van het eiland Maui van Hawaï.

Naast het natuurlijke verspreidingsgebied is de Oost-Afrikaanse driehoornkameleon te vinden op de Hawaïeilanden die vrijwel aan de andere kant van de wereld zijn gelegen. De kameleon is hier door de mens bewust uitgezet, het betreft exemplaren van de ondersoort Trioceros jacksonii xantholophus. Omdat de kameleon zich prima kon handhaven en zich voortplanten, wordt de soort beschouwd als een exoot. Meestal zijn exoten het gevolg van het dumpen van dieren, maar de Oost-Afrikaanse driehoornkameleon werd legaal ingevoerd. Een dierenwinkel vroeg in 1972 een vergunning aan voor de Hawaïaanse overheid voor de invoer van twaalf exemplaren, waarna deze werd verleend. De dieren werden van een kweker uit de staat Californië gekocht en vonden gretig aftrek. Hierdoor werd opnieuw een aantal exemplaren ingevoerd voor de verkoop. De tweede groep was echter niet goed verzorgd en de kameleons leden aan vermagering en uitdrogingsverschijnselen. De Hawaïaanse importeur besloot om de dieren in zijn plantenrijke tuin op kracht te laten komen, waarna enkele exemplaren ontsnapten. Eind jaren zeventig hadden de dieren zich gevestigd in vochtige delen van het eiland Oahu. Ze blijven zich verspreiden, een van de redenen is dat ze regelmatig langs wegen worden gezien. Automobilisten die een kameleon tegenkomen nemen deze uit nieuwsgierigheid weleens mee naar huis om als huisdier in de eigen tuin te houden, waardoor de kameleons over het gehele land zijn verspreid. Daarnaast zijn recentelijk ook exemplaren op het oostelijk gelegen eiland Maui aangetroffen. Veel bezitters van een dergelijke tuingezel gaan zelfs met vlindernetten op zoek naar insecten om hun dier te voeren. Tegenwoordig komt de kameleon met name algemeen voor rond de Koʻolau Range, tussen de steden Kaneohe en Kailua.
Binnen de Verenigde Staten zijn de meeste exemplaren die in gevangenschap worden gehouden als exotisch huisdier afkomstig van Hawaï. Omdat de soort internationaal beschermd is mag de kameleon wel worden uitgevoerd, maar nergens worden ingevoerd.

### Beschermingsstatus
Door de internationale natuurbeschermingsorganisatie IUCN is de beschermingsstatus 'veilig' toegewezen (Least Concern of LC). Het areaal van de kameleon is relatief zeer groot en de populaties worden beschouwd als stabiel.

## Uiterlijke kenmerken
De Oost-Afrikaanse driehoornkameleon is een middelgrote soort die een kopromplengte bereikt van ongeveer 10 tot 12 centimeter. Inclusief de staart kan de kameleon een totale lichaamslengte van ongeveer 30 cm bereiken. De lichaamskleur is groen met lichtere tinten zoals geel en wit, maar kan ook neigen naar oranjebruin of juist veel donkerder worden. De kameleon is sterk seksueel dimorf, dit wil zeggen dat de mannetjes er anders uitzien dan de vrouwtjes. De mannelijke kameleons dragen namelijk grote, opvallende 'hoorns'. De grootste hoorn is aan de neus gelegen en boven ieder oog is een hoorn aanwezig. Er zijn drie ondersoorten die allemaal enigszins afwijken, zie ook onder taxonomie en indeling. Het lichaam is inclusief staart vaak maar 30 centimeter, sommige ondersoorten blijven ongeveer 20 cm.

### Kop

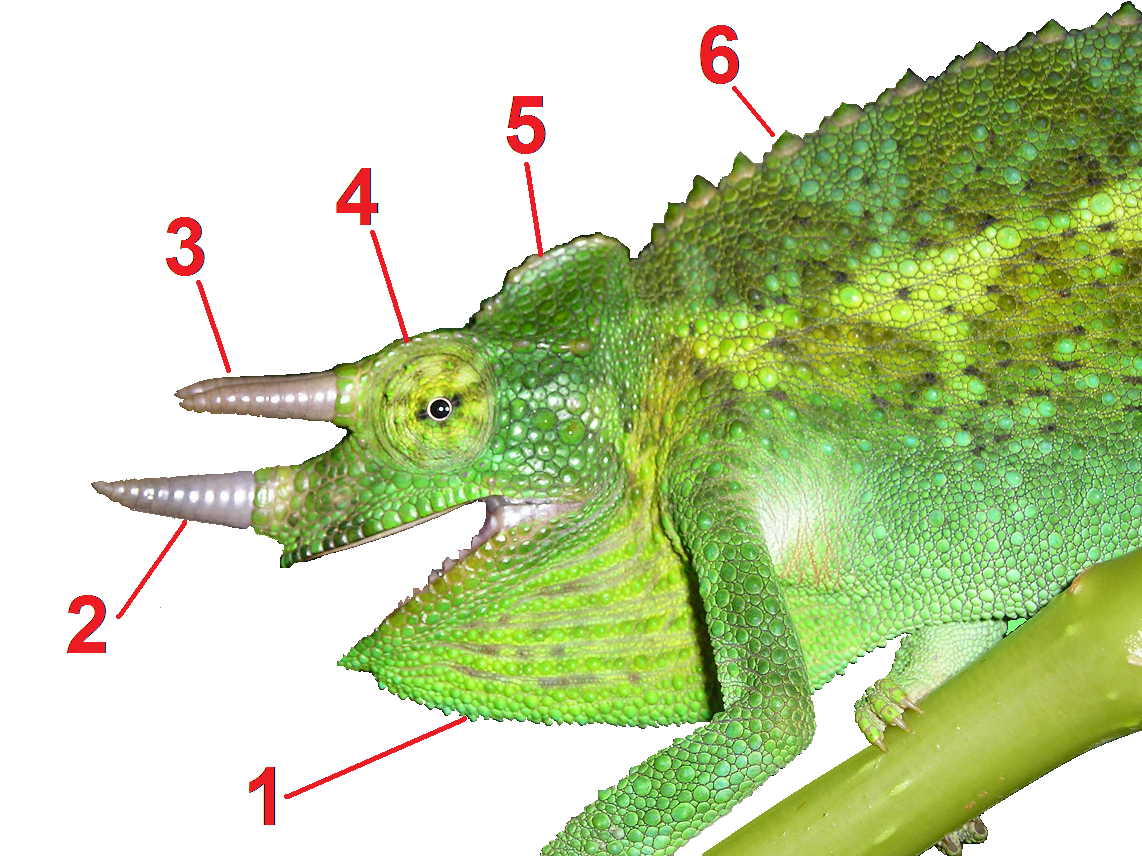
Delen van de kop van een mannetje.

Kameleons zijn vaak per soort te herkennen aan de kenmerken van de kop. Sommige kameleons hebben bijvoorbeeld vergrote huidflappen langs de kop, die de oorkwabben worden genoemd. Andere soorten hebben hoorns of op hoorns gelijkende delen aan de kop. De mannetjes van de Oost-Afrikaanse driehoornkameleon hebben vrijwel alle mogelijke extremiteiten die bij andere kameleons voorkomen. Op de afbeelding rechts zijn de verschillende kopdelen weergegeven. De kop doet veel groter aan dan deze in werkelijkheid is door de grote en opblaasbare keelzak (1). Het meest prominente deel van de kop is de enkelvoudige rostrale hoorn (2), wat letterlijk vertaald 'neushoorn' betekent. Hierachter zijn de dubbele pre-oculaire hoorns gelegen (3). Pre-oculair betekent 'voor het oog', wat verwijst naar de positie van de hoorns. Boven het oog is een verbeende rand gelegen, de oogkam (4). De oorkwab (5) is niet sterk vergroot zoals sommige andere kameleons, maar is wel duidelijk zichtbaar. Achter de kop begint de rugkam(6), die bij de Oost-Afrikaanse driehoornkameleon voorzien is van stekelachtige vergrote schubben.
De Oost-Afrikaanse driehoornkameleon is een van de bekendste soorten kameleons dankzij de drie prominente hoorns. Het is echter lang niet de enige soort.
Bij de juvenielen zijn de hoorns nog heel klein, maar de volwassen dieren hebben hoorns zo lang als de kop. Ook bij de vrouwtjes zijn de hoorns vaak sterk onderontwikkeld en soms zelfs geheel afwezig. Er zijn echter uitzonderingen, van sommige vrouwtjes van de ondersoort Trioceros jacksonii jacksonii is bekend dat ze een sterk ontwikkelde rostrale hoorn kunnen hebben en ook de pre-oculaire hoorns kunnen duidelijk zichtbaar zijn.
De drie hoorns bestaan uit been, bij andere kameleons komen soms hoornachtige uitsteeksels op de kop voor die echter bestaan uit huid en zacht zijn. De hoorns dienen enkel om rivalen mee te imponeren en niet ter verdediging. Kameleons zijn veel te langzaam om de hoorns als stootwapen in te zetten. Desondanks zijn veel bewoners van gebieden waarin de soort van nature voorkomt bang van de kameleon vanwege de hoorns. Het afsnijden van een hoorn van een kameleon wordt zelfs als een heldendaad gezien. De hoorns van de hagedis worden overigens niet verzameld en als traditioneel medicijn gebruikt, zoals de hoorns van andere dieren. De oorkwab is iets verhoogd, het lichaam is sterker zijdelings afgeplat dan bij andere kameleonsoorten en deze soort heeft een zeer grove rugkam.

### Lichaam

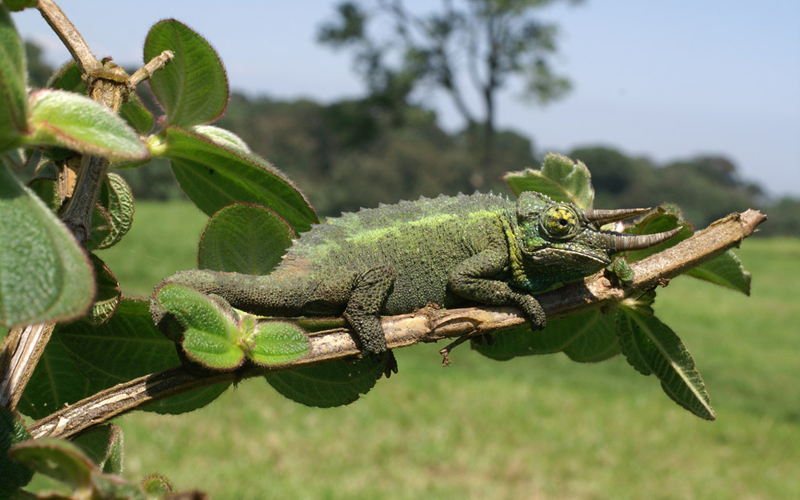
Oost-Afrikaanse driehoornkameleon in zijn natuurlijke omgeving in Kenia, op de zuidelijke helling van Mount Kenya nabij Castle Forest Lodge.

Het lichaam is net als de meeste kameleons sterk zijwaarts afgeplat, in tegenstelling tot andere groepen van hagedissen die een dorsaal afgeplatte lichaamsvorm hebben. De kameleon doet hierdoor denken aan een blad, zeker in combinatie met de groene lichaamskleur. De kleur van het lichaam is groen tot geelbruin met op de flanken een rij van lichtere vlekken die soms een streep vormen. De huidschubben zijn klein en rond, maar over het gehele lichaam zijn vergrote, lensvormige schubben aanwezig die het lichaamsoppervlak een korstmosachtige textuur geven. In de paartijd wordt de lichaamskleur van de mannetjes donkerder en intenser, terwijl de vrouwtjes juist een lichtere kleur dragen. De lichaamskleur kan net als bij andere kameleons worden aangepast aan de gemoedstoestand. De kameleon heeft normaal gesproken een groene kleur die niet opvalt in de natuurlijke omgeving, maar als de lichaamskleur verandert wordt dit veroorzaakt door de stemming en niet om de kleur aan te passen op de omgeving. Als de kameleons opgewonden zijn kan de lichaamskleur veranderen in donkere of juist een roestbruine kleur. In de ochtend is de kleur van het lichaam donkerder dan in de middag om meer respectievelijk minder zonnewarmte op te nemen. De juvenielen hebben een donkergroene kleur en hebben aan iedere zijde van de kam achter de kop een witte streep. Deze dient om de lichaamsvorm te maskeren, naarmate de dieren ouder worden verdwijnen deze strepen.
Op de rug is een verhoogde kam aanwezig welke aan de bovenrand voorzien is van vergrote en verbeende schubben. De vorm van deze schubbenrij verschilt per ondersoort, de nominale ondersoort Trioceros jacksonii jacksonii heeft sterk verhoogde en ruwe schubben, bij de ondersoorten Trioceros jacksonii merumontanus en Trioceros jacksonii xantholophus zijn de schubben niet vergroot en hebben een glad oppervlak.

### Poten en staart
De vier poten zijn kort en relatief dik, de tenen hebben een zygodactyle configuratie. Dit wil zeggen dat de tenen vergroeid zijn en tegenover elkaar staan, dit komt overigens ook voor bij vogels. Hierdoor krijgt de poot een sterke tangachtige vorm en functie, zodat de kameleon zich goed vast kan houden aan takken.
De staart wordt in rust opgerold, en wordt tijdens de voortbeweging gebruikt als extra grijporgaan als aanvulling op de vier poten. Als een kameleon zich bedreigd voelt of rust wordt de staart opgerold. De staart van veel groepen hagedissen kan bij gevaar worden afgeworpen, wat caudale autotomie wordt genoemd. Bij de kameleons ontbreekt dit vermogen, als de staart verloren gaat is dat zeer schadelijk voor het dier.

## Voedsel en vijanden
De Oost-Afrikaanse driehoornkameleon leeft van kleine ongewervelden, zoals insecten en spinnen. Als een prooi wordt waargenomen focussen beide ogen op het prooidier en beweegt de kameleon langzaam heen en weer om de afstand beter in te schatten. Door te bewegen krijgt het dier een beter beeld van de afstand tot een prooi. Vervolgens wordt de tong naar buiten geschoten, deze is ongeveer anderhalf keer zo lang als de kameleon zelf. Het volledig uitrekken van de tong vindt in een zestiende van een seconde plaats. De tong heeft geen zuigende werking zoals vaak wordt gedacht maar heeft een verbreed uiteinde dat voorzien is van kleverig speeksel. De tong wordt met prooi en al weer teruggetrokken waarna de prooi wordt 'gekraakt' door te kauwen en deze wordt doorgeslikt. Jongere kameleons eten veel kleinere dieren dan de volwassen exemplaren. Kameleons gaan nooit actief op zoek naar water maar likken waterdruppels van planten in de waterbehoefte te voorzien.
Vijanden van de Oost-Afrikaanse driehoornkameleon zijn verschillende rovende gewervelde dieren, zoals vogels, zoogdieren en reptielen. Met name roofvogels zijn een belangrijke vijand. Zodra de kameleon een vogel opmerkt beweegt het dier zich dieper in de struiken. Soms laat de kameleon zich op de bodem vallen en kruipt tussen de takken van de basis van de struik. Tussen de takken en bladeren van struiken kunnen vogels zich moeilijk bewegen waardoor de kameleon een grotere kans maakt om te ontkomen.
Bij een confrontatie met een slang is een dergelijk gedrag zinloos, de kameleon vertoont dan dreiggedrag. Hierbij wordt het lichaam zijwaarts afgeplat om groter te lijken en de bek wordt wijd opengesperd om indruk te maken. Daarnaast worden blazende geluiden gemaakt en zal de kameleon trachten om zijn belager te bijten.

## Voortplanting en ontwikkeling

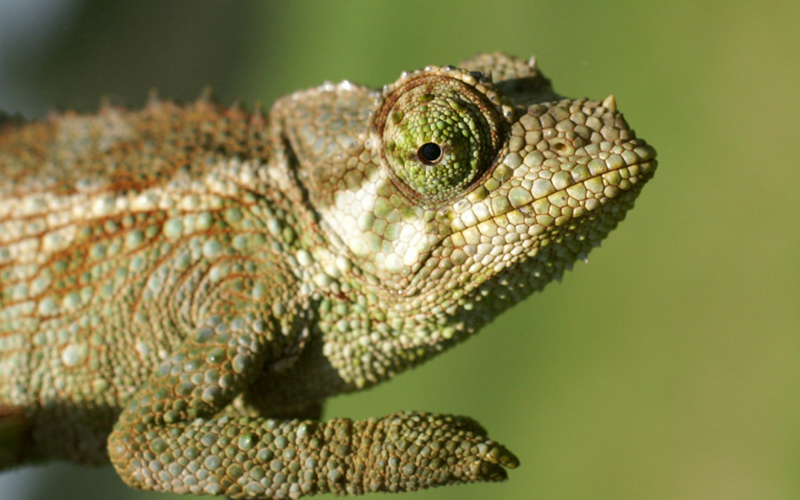
Vrouwtjes hebben sterk onderontwikkelde hoorns.

De paring vindt plaats in de lente of zomer en het mannetje gaat dan op zoek naar een vrouwtje. Als een mannetje een ander mannetje tegenkomt, wordt soms een ritueel gevecht gehouden waarbij het sterkste mannetje overwint en het zwakkere mannetje wegvlucht. Het gevecht is meestal niet meer dan een korte krachtmeting, waarbij de hoorns worden gebruikt. De mannetjes haken de hoorns in elkaar, en proberen elkaar omver te duwen. Als twee gelijkwaardige mannetjes elkaar bevechten kunnen de dieren beschadigd raken door de hoorns. Ook als een mannetje met korte hoorns het opneemt tegen een exemplaar met lange hoorns is er een kans op verwondingen. In de meeste gevallen trekt een van de twee zich terug of wordt van de tak af gegooid en valt naar beneden.
Als een mannetje een potentiële partner tegenkomt is het de vraag of ze paringsbereid is. Dit is duidelijk af te lezen aan haar lichaamskleur, een paringsbereid vrouwtje is egaal grijsgroen van kleur. Een vrouwtje dat geen zin heeft in een paring kleurt donker en krijgt donkere tot zwarte vlekken. Soms wordt dreiggedrag vertoond, zoals het opensperren van de bek en het produceren van een sissend geluid. Als een mannetje te dichtbij komt, kan het vrouwtje zelfs bijten. Met name zwangere vrouwtjes zijn vaak agressief tegen mannetjes.
Alleen als een vrouwtje bereid is om te paren klimt het mannetje op haar en vindt de bevruchting plaats. De Oost-Afrikaanse driehoornkameleon is eierlevendbarend, dit wil zeggen dat er wel eitjes worden geproduceerd, maar deze ontwikkelen zich volledig in het lichaam van de moeder. Als de jongen ter wereld komen zitten ze nog in een dun membraan maar ze verlaten deze direct na de geboorte en verspreiden zich tussen de planten. Ze zijn al direct zelfstandig en kunnen enkele uren na de geboorte al actief jagen. Uit waarnemingen van exemplaren in gevangenschap blijkt dat de jongen zeer bang zijn voor hun eigen moeder, ze kleuren heel donker en maken wiegende bewegingen.

## In gevangenschap

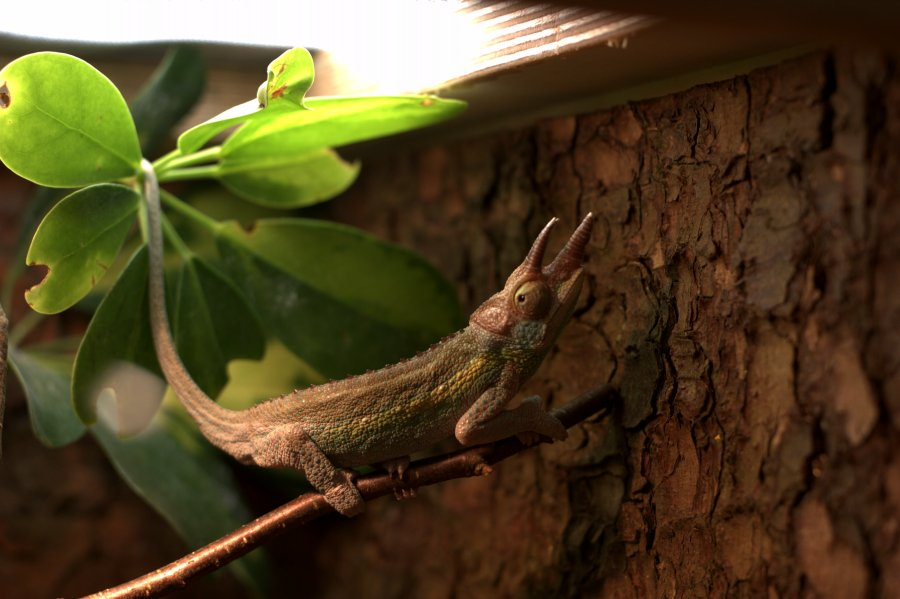
Een exemplaar in een terrarium.

Deze soort wordt wel in gevangenschap gehouden in een terrarium. De Oost-Afrikaanse driehoornkameleon staat bekend als stressgevoelig en territoriaal. De kameleon bevecht soortgenoten waarbij de dieren elkaar kunnen verwonden. Gestreste exemplaren weigeren te eten en zullen uiteindelijk sterven van de honger. Ook vrouwtjes die in de buurt van een mannetje worden gehouden zijn hier gevoelig voor.
Juvenielen die in gevangenschap worden geboren moeten snel bij hun ouders verwijderd worden omdat deze de jongen weleens opeten. Ze kunnen ook niet bij elkaar gehouden worden, van jongs af aan zullen de meer dominante exemplaren dreiggedrag vertonen tegen kleinere soortgenoten.